# この歌が終わったら -When this song is over-
『この歌が終わったら -When this song is over-』（このうたがおわったら ホウェン・ジス・ソング・イズ・オーバー）は、hourglassより2010年8月6日に発売されたアダルトゲーム。hourglassの第1作。2014年2月27日にはPlayStation Vitaのダウンロード専用タイトルとして配信された。

## 概要
ストーリーは基本的に純愛・ホラーであり、特に後半は恋人となった相手と怪異から逃れ、脱出することが主旨となる。また、この物語の20年前の出来事を描いた『昏き祟りの森で』がhourglassの第3作として発売され、今作では明かされなかった謎がある程度明らかになる。

## あらすじ
鳥羽元永は、同級生の藤原藻と彼女の妹の響がオーディションにて最後まで残った白峯飛鳥と3人で、『プリモ・アモーレ』というアイドルユニットを組むことになったことをきっかけに、オーディションの主催者であるカオスプロモーションのマネージャーの助手になった。ある日、カオスプロモーションは『プリモ・アモーレ』のデビュー曲のプロモーションビデオの撮影場所をW県の綾篠（あやしの）に決定した。しかし、自然豊かなこの地でのロケの始まりは、恐怖の始まりでもあった。

## 登場人物
鳥羽 元永（とば もとなが）
誕生日：4月8日 / 血液型：A型 / 身長：175cm / 体重：62kg
本作の主人公。体格は中肉中背。性格は消極的な方だが、いざという時には覚悟を決めて行動力を出す。学生時代から藻に淡い思いをよせているが、なかなか進展しないのであきらめかけている。アイドルの道を歩みだした藤原姉妹を影から支えたいと思い、カオス・プロモーションにADとして入社。基本的に真面目だが、浮気ルートも存在する。
藤原 藻（ふじわら みずく）
声：青葉りんご
誕生日：5月3日 / 血液型：A型 / 身長：158cm / 体重：48kg / スリーサイズ：B88(c)-W58-83 / 趣味：音楽鑑賞、作詞作曲、カラオケ
元永の同級生で、アイドルユニット『プリモ・アモーレ』の1人。清楚でおとなしい性格だが、罪悪感を感じつつも自慰を辞められずにいる。
藤原 響（ふじわら ゆら）
声：神崎ちひろ
誕生日：8月3日 / 血液型：B型 / 身長：152cm / 体重：45kg / スリーサイズ：B96(E)-W63-95 / 趣味：ウインドウショッピング、友達とスイーツ巡り、ボウリング（ベストスコア213の腕前）
藻の1歳違いの妹で、『プリモ・アモーレ』の1人。明るい性格で、幼少時から姉を応援してきており、姉に黙って一緒に応募した。
白峰 飛鳥（しらみね あすか）
声：氷室百合
誕生日：3月15日 / 血液型：AB型 / 身長：163cm / 体重：43kg / スリーサイズ：B82(B)-W56-82 / 趣味：読書、映画鑑賞、観劇、料理、水泳
『プリモ・アモーレ』の1人で、冷徹そうに見えて熱い情熱を秘めた少女。幼いころから芸能活動をしてきたため、恋愛経験が乏しい。また、父親も俳優であるが、過去に綾篠で落命している。
酒出 朱音（さかいで あかね）
声：楠鈴音
誕生日：11月30日 / 血液型：O型 / 身長：165cm / 体重：58kg / スリーサイズ：B93(E)-W60-88
カオスプロモーションに出入りするフリーランスのスタイリスト/メイクアップアーティストで、小さな会社を経営している。

### サブキャラクター
佐藤 則清（さとう のりきよ）
カオスプロモーションで、『プリモ・アモーレ』のマネージャーを務める男性。
秋室 康南（あきむろ やすな）
『プリモ・アモーレ』のデビュープロジェクトの責任者である敏腕女性プロデューサー。オーディションでは選考委員長を務めた。朱音とは古い付き合いの友人である。
今泉 均（いまいずみ ひとし）
広告代理店・電報堂の社員で『プリモ・アモーレ』のデビュープロジェクトのスーパーバイザー。軽薄そうな男を演じているが、実際は頭がよい。
白河 雅仁（しらかわ まさひと）
映像製作会社『オプティック・フロー』の代表者で、今回は『プリモ・アモーレ』のデビュー曲の撮影に参加した。佐藤とはあだ名で呼び合うほどの知り合い。妻子持ち。
宮沢 英吉(みやざわ　えいきち)
『オプティック・フロー』の社員で、照明担当。元暴走族で、ヤンキーを思わせるようなリーゼントが特徴だが、腕っ節は弱い。仕事熱心。
加藤 素子（かとう もとこ）
『オプティック・フロー』の社員で、音声収録と記録を担当する。対照的な性格の宮沢とは婚約者同士。
香川 きぬ（かがわ きぬ）
元永らが宿泊する綾篠の小学校の管理人である老女。この地の伝承や厄災についても詳しく、出来るだけ主人公達には早く立ち去ってほしいと思っている。
今川 孝吉（いまがわ こうきち）
綾篠で半農半漁の生活を送る男性。両親を幼い時に亡くして以来、きぬとは家族のようにつきあってきた。過去のとある事情から元永らに冷たく当たっては彼女に窘められている。ただし、朱音のことを好みのタイプだと思っている。
西遊記
綾篠で車中泊をしてまでやってきた、アイドルの追っかけ3人組。彼らの目に留まったアイドルは必ず売れることから、業界関係者から注目されている存在。

## スタッフ
公式サイトでの表記より。
- 原画・キャラクターデザイン：熊虎たつみ
- SD原画：ちんじゃおろおす
- シナリオ：K-TOK、蟹人、猫舎楽（PS Vita版）、黒猫招福（PS Vita版）
- 音楽：Dimension Cruise、ワダタカフミ（PS Vita版）
- ディレクター：黒猫招福（PS Vita版）、ムスカ（PS Vita版）